# Euphorbia antso
Euphorbia antso es una especie de fanerógama perteneciente a la familia Euphorbiaceae.

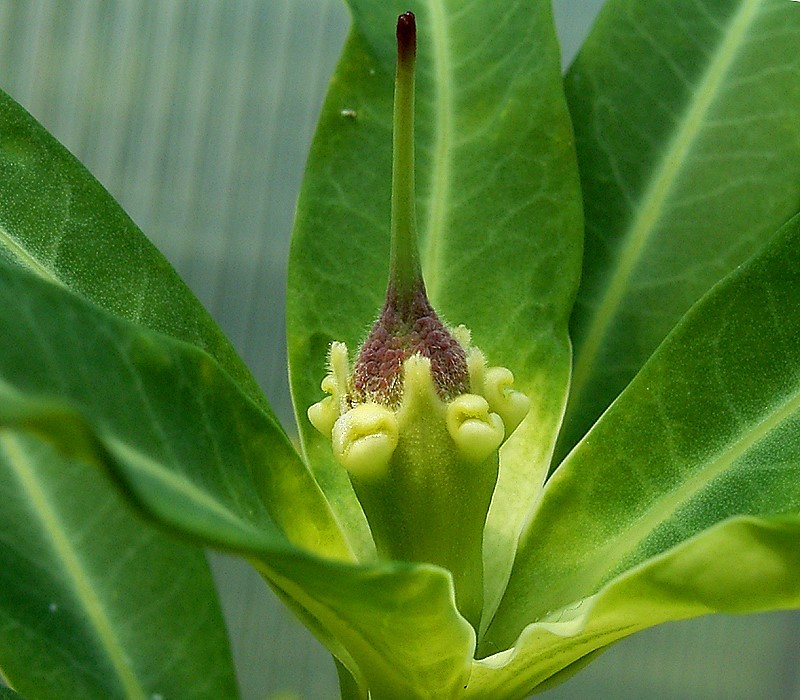
Ciato

## Distribución y hábitat
Es endémica de Madagascar. Su hábitat natural son los matorrales secos tropicales y subtropicales. Está tratado en peligro de extinción por pérdida de hábitat.

## Taxonomía
Euphorbia antso fue descrito por Marcel Denis y publicado en Euphorb. Iles Austr. Afr. 45. 1921.
Etimología
Euphorbia: nombre genérico que deriva del médico griego del rey Juba II de Mauritania (52 a 50 a. C. - 23), Euphorbus, en su honor – o en alusión a su gran vientre – ya que usaba médicamente Euphorbia resinifera. En 1753 Carlos Linneo asignó el nombre a todo el género.
antso: epíteto